# تیمورقاش
تیمورقاش، روستایی از توابع بخش پیشخور شهرستان فامنین در استان همدان ایران علی میرزایی متولد این روستا می باشد

## جمعیت
این روستا در دهستان پیشخور قرار دارد و براساس سرشماری مرکز آمار ایران در سال ۱۳۹۵، جمعیت آن ۳۲ نفر (۸خانوار) بوده‌است.